# Cymbopogon queenslandicus
Cymbopogon queenslandicus är en gräsart som beskrevs av Stanley Thatcher Blake. Cymbopogon queenslandicus ingår i släktet Cymbopogon, och familjen gräs. Inga underarter finns listade i Catalogue of Life.